# خوکانلو
خوکانلو روستایی در دهستان حصار بخش خبوشان شهرستان فاروج استان خراسان شمالی ایران است.

## جمعیت
بر پایه سرشماری عمومی نفوس و مسکن در سال ۱۳۹۵ جمعیت این مکان ۳۴ نفر (۱۱خانوار) بوده‌است.